# Pan de Pascua
El pan de Pascua es un alimento  de la gastronomía de Chile, hecho con una masa dulce, parecida a un bizcocho, de color oscuro, cuya masa lleva jengibre y miel de abeja; y a la cual comúnmente se agrega fruta confitada, pasas corintos y, en ocasiones, frutos secos, tales como nueces y almendras. Es muy consumido durante la época de Navidad y Año Nuevo, frecuentemente acompañado del cóctel cola de mono.

## Historia
Se dice que se originó en Alemania o Italia, donde se elabora con levadura y mazapán. Luego se añaden almendras, frutas secas y nueces, para recordar los frutos abundantes del lugar donde nació Jesús.[cita requerida]
A su llegada a Chile, se generó el llamado «pan de Pascua criollo», que cambió las frutas secas por frutas confitadas, y posteriormente  creando algunas variedades con frutos secos; y el bizcocho cambió a uno de color más oscuro.  Asimismo, y producto de la inmigración alemana, en el sur de Chile destaca una variedad de pan de Pascua cuya masa lleva además malta y esencias aromáticas, tales como nuez moscada y clavo de olor, entre otras.
Se suele consumir acompañado de cola de mono, una bebida tradicional chilena.
Este pan es una de las muchas variedades de este tipo de alimento navideño en la gastronomía mundial, entre las que destacan el Christmas pudding inglés, el pandoro y el panettone italianos, y el Stollen alemán.
La Asociación Gremial de Industriales del Pan de Santiago (Indupan A. G.) instauró en 2021 el concurso anual «El mejor pan de Pascua de Chile», que elige junto con la Federación Chilena de Industriales del Pan (Fechipan).